# Saison 2010-2011 du Sporting Club de Bastia
Dernière mise à jour : 18 août 2011.
Chronologie
Saison précédente Saison suivante
La saison 2010-2011 du Sporting Club de Bastia est la première saison du club en 3e division (National), après quarante-ans passé dans un championnat professionnel (Ligue 1 / Ligue 2).
Au bout d'une saison seulement, le SC Bastia retrouve le Championnat de Ligue 2, en remportant au passage le championnat de France de National.

## Effectif professionnel

### Buteurs (toutes compétitions)
| Rang | Joueur             | National | C. de France | C. de la Ligue | Total |
| ---- | ------------------ | -------- | ------------ | -------------- | ----- |
| 1    | David Suarez       | 20       | 2            | 1              | 23    |
| 2    | Mathieu Robail     | 12       | 0            | 0              | 12    |
| 3    | Sadio Diallo       | 10       | 1            | 0              | 11    |
| 4    | Idrissa Sylla      | 7        | 2            | 0              | 9     |
| 5    | Wahbi Khazri       | 5        | 1            | 1              | 7     |
| 6    | Salim Moizini      | 5        | 0            | 1              | 6     |
| 7    | Serisay Barthélémy | 5        | 0            | 0              | 5     |
| 7    | Yassin El-Azzouzi  | 5        | 0            | 0              | 5     |
| 7    | Alexandre Garcia   | 4        | 1            | 0              | 5     |
| 10   | Jérémy Choplin     | 3        | 1            | 0              | 4     |
| 11   | Matthieu Sans      | 1        | 0            | 1              | 2     |
| 12   | Gilles Cioni       | 1        | 0            | 0              | 1     |
| 12   | Yannick Cahuzac    | 1        | 0            | 0              | 1     |

(Les chiffres ci-dessus ne sont valables que pour les matchs officiels)

## Recrutement

### Arrivées
| Joueur            | Nationalité | Âge | Poste     | Type de transfert | Durée        | Indemnité | Période         | Provenance                      |
| ----------------- | ----------- | --- | --------- | ----------------- | ------------ | --------- | --------------- | ------------------------------- |
| Matthieu Sans     | France      | 22  | Défenseur | Achat             | 2 ans (2012) | Gratuit   | Mercato d'été   | Arles-Avignon (L1)              |
| Jérémy Choplin    | France      | 25  | Défenseur | Achat             | 2 ans (2012) | Gratuit   | Mercato d'été   | Rodez AF (N)                    |
| Gaël Angoula      | France      | 28  | Milieu    | Achat             | 2 ans (2012) | Gratuit   | Mercato d'été   | Pacy VEF (N)                    |
| Maka Mary         | France      | 21  | Défenseur | Achat             | 2 ans (2012) | Gratuit   | Mercato d'été   | Le Havre AC (Ligue 2)           |
| Gilles Cioni      | France      | 26  | Défenseur | Achat             | 2 ans (2012) | Gratuit   | Mercato d'été   | Paris FC (N)                    |
| Yassin El-Azzouzi | France      | 27  | Attaquant | Achat             | 2 ans (2012) | Gratuit   | Mercato d'été   | Pacy VEF (N)                    |
| David Suarez      | France      | 31  | Attaquant | Achat             | 2 ans (2012) | Gratuit   | Mercato d'été   | CS Sedan-Ardennes (L2)          |
| Idrissa Sylla     | Guinée      | 20  | Attaquant | Prêt              | 1 an (2011)  | -         | Mercato d'été   | Le Mans Football Club (Ligue 2) |
| Amiran Sanaia     | Géorgie     | 21  | Défenseur | Achat             | 1 an (2011)  | Gratuit   | Mercato d'hiver | Le Mans Football Club (Ligue 2) |

### Départs
| Joueur             | Nationalité   | Âge | Poste     | Type de transfert | Durée         | Indemnité | Période         | Destination                     |
| ------------------ | ------------- | --- | --------- | ----------------- | ------------- | --------- | --------------- | ------------------------------- |
| Khaled Adenon      | Bénin         | 25  | Défenseur | Retour de prêt    | -             | -         | Mercato d'été   | Le Mans Football Club (Ligue 2) |
| Yohan Gomez        | France        | 29  | Milieu    | Fin de contrat    | -             | -         | Mercato d'été   | libre                           |
| Xavier Pentecôte   | France        | 24  | Attaquant | Retour de prêt    | -             | -         | Mercato d'été   | Toulouse FC (Ligue 1)           |
| Jules Goda         | Cameroun      | 21  | Gardien   | Fin de contrat    | -             | -         | Mercato d'été   | libre                           |
| Christophe Gaffory | France        | 22  | Attaquant | Vente             | -             | 50 000 €  | Mercato d'été   | Vannes OC (L2)                  |
| Pierre-Yves André  | France        | 36  | Attaquant | Fin de contrat    | -             | -         | Mercato d'été   | Retraite                        |
| Florent Ghisolfi   | France        | 25  | Milieu    | Fin de contrat    | -             | -         | Mercato d'été   | Stade de Reims (L2)             |
| Fabrice Jau        | France        | 32  | Milieu    | Fin de contrat    | -             | -         | Mercato d'été   | libre                           |
| Éric Cubilier      | France        | 31  | Défenseur | Fin de contrat    | -             | -         | Mercato d'été   | libre                           |
| Grégory Lorenzi    | France        | 27  | Défenseur | Retour de prêt    | -             | -         | Mercato d'été   | Stade brestois 29 (Ligue 1)     |
| Johan Martial      | France        | 19  | Défenseur | Prêt              | 1 ans (2011)  | -         | Mercato d'été   | Stade brestois 29 (Ligue 1)     |
| Sony Mustivar      | France        | 20  | Milieu    | Prêt              | 6 mois (2011) | -         | Mercato d'hiver | US Orléans LF (N)               |
| Guy Niangbo        | Côte d'Ivoire | 25  | Attaquant | Prêt              | 6 mois (2011) | -         | Mercato d'hiver | AFC Tubize (D2)                 |
| Darko Dunjić       | Serbie        | 30  | Défenseur | Fin de contrat    | -             | -         | Mercato d'hiver | libre                           |

## Les rencontres de la saison

### Matches amicaux
| Date       | Adversaire              | Division | Lieu                  | Score | Buteurs                                               |
| 4 juillet  | Sélection Corse CFA2-DH | CFA      | Complexe de l'IGESA   | 5-0   | Khazri 5e, 31e, Robail 27e, Niangbo 45e, Mustivar 72e |
| 7 juillet  | AC Ajaccio              | L2       | Stade Santos-Manfredi | 0-1   |                                                       |
| 13 juillet | Rodez AF                | N        | Stade Paul-Lignon     | 1-1   | Niangbo 84e (pen.)                                    |
| 16 juillet | FC Istres               | L2       | Port-Saint-Louis      | 0-2   |                                                       |

### En National
| Date       | J.     | Adversaire               | Lieu                                     | Score | Buteurs                                                     |
| ---------- | ------ | ------------------------ | ---------------------------------------- | ----- | ----------------------------------------------------------- |
| 06/08/2010 | 1re J. | Amiens SC                | Stade Armand-Cesari, Furiani             | 1-0   | El-Azzouzi 79e                                              |
| 14/08/2010 | 2e J.  | Rodez AF                 | Stade Paul-Lignon, Rodez                 | 0-0   |                                                             |
| 21/08/2010 | 3e J.  | FC Rouen                 | Stade Armand-Cesari, Furiani             | 0-0   |                                                             |
| 28/08/2010 | 4e J.  | Aviron bayonnais         | Stade Didier-Deschamps, Bayonne          | 1-2   | Suarez 42e, Moizini 77e                                     |
| 04/09/2010 | 5e J.  | RC Strasbourg            | Stade Armand-Cesari, Furiani             | 1-0   | Robail 55e (pen.)                                           |
| 10/09/2010 | 6e J.  | AS Cannes                | Stade Pierre-de-Coubertin, Cannes        | 2-1   | El-Azzouzi 84e                                              |
| 14/09/2010 | 7e J.  | En Avant de Guingamp     | Stade Armand-Cesari, Furiani             | 2-0   | Diallo 43e, Khazri 86e                                      |
| 18/09/2010 | 8e J.  | Chamois niortais         | Stade René-Gaillard, Niort               | 2-0   |                                                             |
| 28/09/2010 | 10e J. | SR Colmar                | Stade Armand-Cesari, Furiani             | 3-0   | Robail 3e, 38e, Sylla 71e                                   |
| 03/10/2010 | 11e J. | Paris FC                 | Stade Charléty, Paris                    | 1-2   | Suarez 28e (pen.), Diallo 38e                               |
| 08/10/2010 | 12e J. | Gap HAFC                 | Stade de Furiani, Furiani                | 5-0   | Barthélémy 8e, 54e, Diallo 34e, Robail 38e, Sylla 75e       |
| 13/10/2010 | 13e J. | FC Gueugnon              | Stade Jean-Laville, Gueugnon             | 1-4   | Barthélémy 2e, 40e, Robail 66e (pen.), Suarez 85e           |
| 23/10/2010 | 14e J. | Stade Plabennecois       | Stade Armand-Cesari, Furiani             | 6-1   | Suarez 8e, 21e, 52e, 55e, Sans 24e, Khazri 85e              |
| 05/11/2010 | 15e J. | AS Beauvais Oise         | Stade Pierre-Brisson, Beauvais           | 1-4   | Choplin 15e, Suarez 26e, 32e, Robail 59e (pen.)             |
| 09/11/2010 | 16e J. | Étoile Fréjus St-Raphaël | Stade Armand-Cesari, Furiani             | 1-0   | Sylla 90e                                                   |
| 13/11/2010 | 17e J. | Pacy VEF                 | Stade Pacy-Ménilles, Ménilles            | 1-2   | Choplin 10e, Moizini 70e                                    |
| 27/11/2010 | 18e J. | UJA Alfortville          | Stade Armand-Cesari, Furiani             | 1-1   | Robail 8e (pen.)                                            |
| 17/12/2010 | 20e J. | US Luzenac               | Stade Armand-Cesari, Furiani             | 1-0   | Robail 90e (pen.)                                           |
| 22/12/2010 | 21e J. | US Orléans               | Stade de la Source, Orléans              | 0-2   | Khazri 36e, Diallo 77e                                      |
| 12/01/2011 | 19e J. | US Créteil-Lusitanos     | Stade Dominique-Duvauchelle, Créteil     | 1-2   | Robail 60e (pen.), Diallo 61e                               |
| 15/01/2011 | 22e J. | Rodez AF                 | Stade Armand-Cesari, Furiani             | 0-0   |                                                             |
| 22/01/2011 | 23e J. | FC Rouen                 | Stade Robert-Diochon, Le Petit-Quevilly  | 0-1   | Moizini 45e                                                 |
| 30/01/2011 | 24e J. | Aviron bayonnais         | Stade Armand-Cesari, Furiani             | 4-2   | Khazri 9e, Garcia 71e, El-Azzouzi 87e Diallo 90+1e          |
| 05/02/2011 | 25e J. | RC Strasbourg            | Stade de la Meinau, Strasbourg           | 1-1   | Garcia 71e                                                  |
| 12/02/2011 | 26e J. | AS Cannes                | Stade Armand-Cesari, Furiani             | 0-0   |                                                             |
| 18/02/2011 | 27e J. | En Avant de Guingamp     | Stade du Roudourou, Guingamp             | 2-5   | Suarez 15e, 74e, Robail 83e, 90+2e, Diallo 90e              |
| 26/03/2011 | 28e J. | Chamois niortais         | Stade Armand-Cesari, Furiani             | 2-1   | El-Azzouzi 4e, 21e                                          |
| 12/03/2011 | 30e J. | SR Colmar                | Colmar Stadium, Colmar                   | 0-0   |                                                             |
| 19/03/2011 | 31e J. | Paris FC                 | Stade Armand-Cesari, Furiani             | 3-0   | Suarez 42e, C.S.C 79e, Diallo 85e                           |
| 25/03/2011 | 32e J. | Gap HAFC                 | Stade de Provence, Gap                   | 0-2   | Suarez 7e, 26e                                              |
| 01/04/2011 | 33e J. | FC Gueugnon              | Stade Armand-Cesari, Furiani             | 3-1   | C.S.C 29e, Diallo 30e, Suarez 55e                           |
| 09/04/2011 | 34e J. | Stade Plabennecois       | Stade de Kervéguen, Plabennec            | 0-3   | Moizini 12e, Suarez 50e, Garcia 81e                         |
| 16/04/2011 | 35e J. | AS Beauvais Oise         | Stade Armand-Cesari, Furiani             | 5-1   | Suarez 16e, 28e (pen.), Khazri 67e, Moizini 73e, Garcia 89e |
| 22/04/2011 | 36e J. | Étoile Fréjus St-Raphaël | Stade Pourcin, Fréjus                    | 1-1   | Robail 30e                                                  |
| 26/04/2011 | 37e J. | Pacy VEF                 | Stade Armand-Cesari, Furiani             | 0-0   |                                                             |
| 30/04/2011 | 38e J. | UJA Alfortville          | Stade olympique Yves-du-Manoir, Colombes | 0-4   | Cahuzac 8e, Barthélémy 29e, Choplin 42e, Sylla 67e          |
| 07/05/2011 | 39e J. | US Créteil-Lusitanos     | Stade Armand-Cesari, Furiani             | 2-1   | Suarez 59e, Sylla 90+2e                                     |
| 13/05/2011 | 40e J. | US Luzenac               | Stade Paul-Fédou, Luzenac                | 1-5   | Diallo 6e, Sylla 9e, 45e, Suarez 40e (pen.), Cioni 80e      |
| 20/05/2011 | 41e J. | US Orléans               | Stade Armand-Cesari, Furiani             | 0-0   |                                                             |
| 27/05/2011 | 42e J. | Amiens SC                | Stade de la Licorne, Amiens              | 1-0   |                                                             |

### En Coupe de la Ligue
| Date       | J.       | Adversaire      | Lieu                               | Score           | Buteurs                 |
| ---------- | -------- | --------------- | ---------------------------------- | --------------- | ----------------------- |
| 30/07/2010 | 1er tour | Angers SCO (L2) | Stade Jean-Bouin, Angers           | 2-2 (2-4 t.a.b) | Moizini 46e, Khazri 47e |
| 24/08/2010 | 2e tour  | Amiens SC (N)   | Stade de la Licorne, Amiens        | 0-0 (3-4 t.a.b) | -                       |
| 22/09/2010 | 1/16e f. | FC Sochaux (L1) | Stade Auguste-Bonal, Montbéliard   | 0-2             | Suarez 24e, Sans 52e    |
| 27/10/2010 | 1/8e f.  | AJ Auxerre (L1) | Stade de l'Abbé-Deschamps, Auxerre | 4-0             |                         |

### En Coupe de France
| Date       | J.      | Adversaire       | Lieu                         | Score    | Buteurs                                             |
| ---------- | ------- | ---------------- | ---------------------------- | -------- | --------------------------------------------------- |
| 17/10/2010 | 5e tour | USC Corte (CFA2) | Stade Santos-Manfredi, Corte | 1-3 a.p. | Choplin 79e, Sylla 96e, 104e                        |
| 30/10/2010 | 6e tour | CA Bastia (CFA)  | Stade Armand-Cesari, Furiani | 5-1      | Khazri 52e, Suarez 68e, 82e, Diallo 84e, Garcia 85e |
| 20/11/2010 | 7e tour | FC Istres (L2)   | Stade Parsemain, Fos-sur-Mer | 2-0      |                                                     |